# 克恩顿州克雷姆斯
克恩顿州克雷姆斯是奥地利克恩顿州德劳河畔施皮塔尔县的一个市镇。总面积207.11平方公里，总人口2044人，人口密度9.9人/平方公里（2005年）。